# Bikafejűcápa-félék
A bikafejűcápa-félék (Heterodontidae) a porcos halak (Chondrichthyes) osztályába és a bikafejűcápa-alakúak (Heterodontiformes) rendjébe tartozó egyetlen család.
Különbözőfogú cápáknak is nevezik őket, több sorban elhelyezkedő nem egyforma fogaik miatt. A bikafejűcápa-félék elnevezést pedig széles fejük miatt kapták.

## Rendszerezés
A családba az alábbi 1 élő nem és 1 fosszilis nem tartozik:
- Heterodontus Blainville, 1816 – 9 élő faj; típusnem
- †Paracestracion Koken in Zittel, 1911